# Conferenza economica di Londra
La Conferenza economica di Londra riunì nel giugno 1933 i rappresentanti di 66 nazioni, nella sede del London's Geological Museum, per discutere sui modi per affrontare la depressione globale, per rivitalizzare gli scambi commerciali internazionali, e per stabilizzare il quadro monetario internazionale. Quest'ultimo obiettivo, tuttavia, fu condannato da Franklin Delano Roosevelt. In vacanza sul suo yacht nel Pacifico settentrionale, il presidente degli Stati Uniti inviò a tale proposito un radiomessaggio a Londra, dichiarando indirettamente che gli Stati Uniti non avrebbero partecipato ai negoziati.

## Retroscena
Dopo il crollo dell'economia mondiale dopo la prima guerra mondiale, era convinzione diffusa che gli Stati Uniti avrebbero assunto una posizione egemonica. L'agenda della Conferenza, abbozzata tra i rappresentanti delle sei principali nazioni riuniti a Ginevra nel 1932, affermava con forza la necessità di estinguere i debiti tra governi, in quanto essi rappresentavano uno dei maggiori ostacoli lungo la strada per la ripresa dalla grande depressione.
Gli Europei ritenevano che "l'estinzione avrebbe recato sollievo al mondo", mentre esperti americani, come il senatore Borah, sostenevano che «i problemi del mondo erano dovuti in realtà alla guerra, alla perseveranza dell'Europa nel voler mantenere grandi armamenti, e alla cattiva gestione dell'argento». Egli, pertanto, non era disponibile a posporre, ridurre o cancellare il pagamento dei debiti «concedendo all'Europa il via libera a procedere in un programma che ha praticamente sprofondato il mondo nella sua attuale condizione economica».

## Azioni contrarie
La speranza che gli Stati Uniti avrebbero continuato ad aderire al gold standard svanì rapidamente quando il presidente Roosevelt, all'indomani del suo insediamento, emanò l'Emergency Banking Act (Legge sull'emergenza bancaria) del 1933 e mise al bando le esportazioni di oro, con l'Ordine Esecutivo 6102, escludendo formalmente la nazione dal gold standard. In seguito, a maggio, approvò l'emendamento Thomas, una legislazione «che imponeva al Presidente di perseguire una politica inflazionistica attraverso l'emissione di carta moneta».
La dichiarazione di Roosevelt durante il suo discorso inaugurale del 1933, «non risparmierò alcuno sforzo per restaurare il commercio mondiale mediante il riaggiustamento economico internazionale, ma l'emergenza in patria non può attendere quel risultato», rappresentò, per i partecipanti alla Conferenza, il chiaro segnale che egli si sarebbe opposto a progetti di rilancio dell'economia internazionale da parte di altri paesi.
La delegazione americana alla Conferenza era guidata dal Segretario di Stato di Roosevelt, Cordell Hull, al quale il Presidente aveva ordinato di non impegnarsi in alcuna discussione riguardante la stabilizzazione delle valute. Tuttavia, allorquando la conferenza si riunì, il presidente Roosevelt aveva cambiato idea a favore della manipolazione delle valute come mezzo per alzare i prezzi, e ordinò agli esperti bancari americani Oliver Sprague e James Paul Warburg di condurre colloqui per la stabilizzazione delle valute con le loro controparti britanniche e francesi.

## Il rifiuto di Roosevelt
All'apertura della Conferenza, il 12 giugno 1933, tutta l'attenzione era rivolta alle discussioni trilaterali sulle valute che erano in corso fuori della Conferenza. Entro il 15 giugno, i delegati non ufficiali americani, insieme a Montagu Norman della Banca d'Inghilterra e a Clément Moret della Banca di Francia, avevano redatto un piano di stabilizzazione temporanea, che implicava un riallineamento dei tassi di cambio tra le valute internazionali.
Malgrado i tentativi di mantenere segreto il piano, una fuga di notizie ne rivelò il contenuto prima dell'annuncio ufficiale, provocando una reazione distruttiva negli Stati Uniti, in quanto alla fase depressiva dei mercati finanziari e dei prodotti si sarebbe aggiunta, in base all'accordo, la rivalutazione del tasso di cambio estero del dollaro.
Sebbene Roosevelt stesse considerando la possibilità di modificare di nuovo la sua politica diplomatica riguardo a un nuovo e intermedio tasso di cambio dollaro-sterlina, alla fine decise di non assumere alcun impegno, neanche a titolo provvisorio.
Il 17 giugno, nel timore che i britannici e i francesi cercassero di controllare i propri tassi di cambio, il presidente Roosevelt rifiutò l'accordo che i suoi negoziatori avevano raggiunto con i loro omologhi britannici e francesi, malgrado i negoziatori stessi tentassero di fargli capire che il piano era solo uno strumento temporaneo con numerose clausole di recesso.
Il rifiuto dell'accordo da parte di Roosevelt suscitò una reazione enormemente negativa dei britannici, dei francesi e degli internazionalisti negli Stati Uniti. Il primo ministro britannico, Ramsay MacDonald, temeva che le «azioni di Roosevelt avrebbero distrutto la Conferenza» e si dice che Georges Bonnet, relatore della Commissione monetaria francese, abbia avuto «un'esplosione di collera».
Secondo i critici, il nazionalismo giocò un ruolo decisivo nella decisione di Roosevelt di rifiutare l'accordo e, indirettamente, nel causare il fallimento della Conferenza.